# La Celestina
La Celestina è un'opera letteraria attribuita a Fernando de Rojas, pubblicata anonima a Burgos probabilmente nel 1499 in una prima forma e ampliata attorno al 1502. È annoverata tra i capolavori della letteratura spagnola.

## L'opera
La Celestina nasce prima come Comedia de Calisto y Melibea, un'opera suddivisa in 16 atti, che poi verrà nel tempo modificata dall'autore attraverso aggiunte e interpolazioni, e portata a 21 atti nel 1502, recando in questo nuovo cambiamento il titolo Tragicomedia de Calisto y Melibea. La prima traduzione fuori dalla Spagna di questa seconda edizione è quella italiana realizzata da Alfonso Ordóñez, stampata per la prima volta a Roma nel 1506: questo rappresenta anche il più antico esemplare dell'opera completa esistente, di un anno anteriore a quello spagnolo di Saragozza del 1507, e fu la base per successive traduzioni come quella ebraica, tedesca o francese. Anche la parola Celestina appare per la prima volta nel titolo in Italia, nella stampa di Venezia del 1519, ed è così che la tragicommedia diventerà famosa in futuro.
Opera di frontiera, dalla natura ibrida, ravvisabile anche nella stessa forma, incerta tra romanzo e opera teatrale, almeno da un punto di vista contenutistico, La Celestina trova un precedente nell'adespota Pamphilus (XII secolo), prodotto del filone della commedia elegiaca, fiorito nella letterarietà mediolatina in versi.

## Trama
Inseguendo attraverso i campi il proprio falcone, un ricco giovane di nome Calisto entra in un giardino e incontra Melibea, figlia del proprietario, e subito se ne invaghisce. Non potendo rivederla in privato si dispera fino a quando il suo servo Sempronio gli suggerisce di ricorrere alla vecchia sensuale Celestina. La donna è proprietaria di un bordello dove risiedono le sue due giovani serve, Elicia e Areúsa.
Quando Calisto accetta, Sempronio complotta con Celestina per spillare più soldi possibili al suo padrone. Un altro servo di Calisto, Pármeno, diffida invece di Celestina perché da bambino lavorava per lei. Pármeno dapprima avverte il padrone Calisto di non servirsi di lei. Tuttavia Celestina lo convince a unirsi a lei e a Sempronio per approfittare di Calisto offrendogli Areúsa come ricompensa.
Celestina riesce a entrare nella casa di Alisa e Melibea fingendo di vendere del filo. Rimasta sola con Melibea, le racconta delle sofferenze di un uomo che potrebbero essere lenite con il tocco della sua cintura. Al nome di Calisto, Melibea s'infuria e le intima di andarsene. Ma l'astuta Celestina riesce a convincerla che Calisto ha un terribile mal di denti che richiede il suo aiuto, e riesce a toglierle la cintura e a fissare un altro incontro.
Nella sua seconda visita, Celestina convince Melibea a recarsi a un appuntamento con Calisto. Alla notizia Calisto ricompensa Celestina con una catena d'oro. Gli amanti si danno appuntamento per la notte successiva nel giardino di Melibea, mentre Sempronio e Pármeno saranno di guardia.
Quando all'alba Calisto torna a casa per dormire, i suoi due servi si recano a casa di Celestina per ottenere la loro parte di oro. La donna tenta di imbrogliarli e gli uomini la uccidono davanti a Elicia. Dopo essere saltati dalla finestra nel tentativo di fuggire Sempronio e Pármeno sono catturati e decapitati nella piazza del paese. Elicia racconta ad Areúsa delle morti di Celestina, Sempronio e Pármeno e quindi escogitano un piano per punire Calisto e Melibea, ritenuti responsabili di quelle morti.
Mentre per un mese Calisto s'incontra nascostamente di notte con Melibea nel suo giardino,  Areúsa ed Elicia mettono in atto il loro piano di vendetta. Calisto, che sta per incontrare nuovamente Melibea, fugge a causa di un forte rumore in strada: cade dalla scala usata per scalare l'alto muro del giardino e muore. Dopo aver confessato al padre la sua storia d'amore e la morte di Calisto, Melibea si getta dalla torre della casa e muore anche lei. 
L'opera tratta argomenti osceni e scabrosi. Si presenta come una parodia dell'amor cortese: Calisto corteggia Melibea, fallendo, e poi, tradendo lo stile cortese, i due si posseggono carnalmente. Il finale è triste: Calisto muore mentre scende le scale che l'hanno portato nel giardino della sua bella amata, mentre Melibea si suicida buttandosi dal balcone della sua residenza. Nella prima uscita dell'opera, la storia si incentrava sull'amore tra Calisto e Melibea ma dopo, nelle varie modifiche che sono state apportate, la storia metterà a fuoco la figura della Celestina, la fattucchiera della storia, colei che cerca di favorire l'amore tra Calisto e Melibea, ma soltanto per fini personali.
Per molto tempo, la critica si rifiutò di definire l'opera come teatrale: verrà poi chiamata da Moratín novela dramatica ("romanzo drammatico") e da Aribau novela dialogada ("romanzo dialogato"). In realtà quest'opera ha un forte potenziale drammaturgico, che nella trascrizione da una versione all'altra però, si è perso molto: ciò che rimane è l'elemento magico, incentrato nella figura della Celestina.
A differenza di Autos De Los Reyes Magos (opera teatrale medioevale in versi, scritta da autore ignoto nel XII secolo, in lingua spagnola castigliana), nella quale si trovava un solo registro linguistico dato dai personaggi tutti uguali, ossia tutti pastori, ne La Celestina troviamo una stratificazione sociale dei personaggi e vari linguaggi in contrapposizione: quello elevato dei nobili in contrasto con gli argots urbanos ("parlate popolaresche") delle mezzane, delle prostitute, dei servitori.

## Personaggi

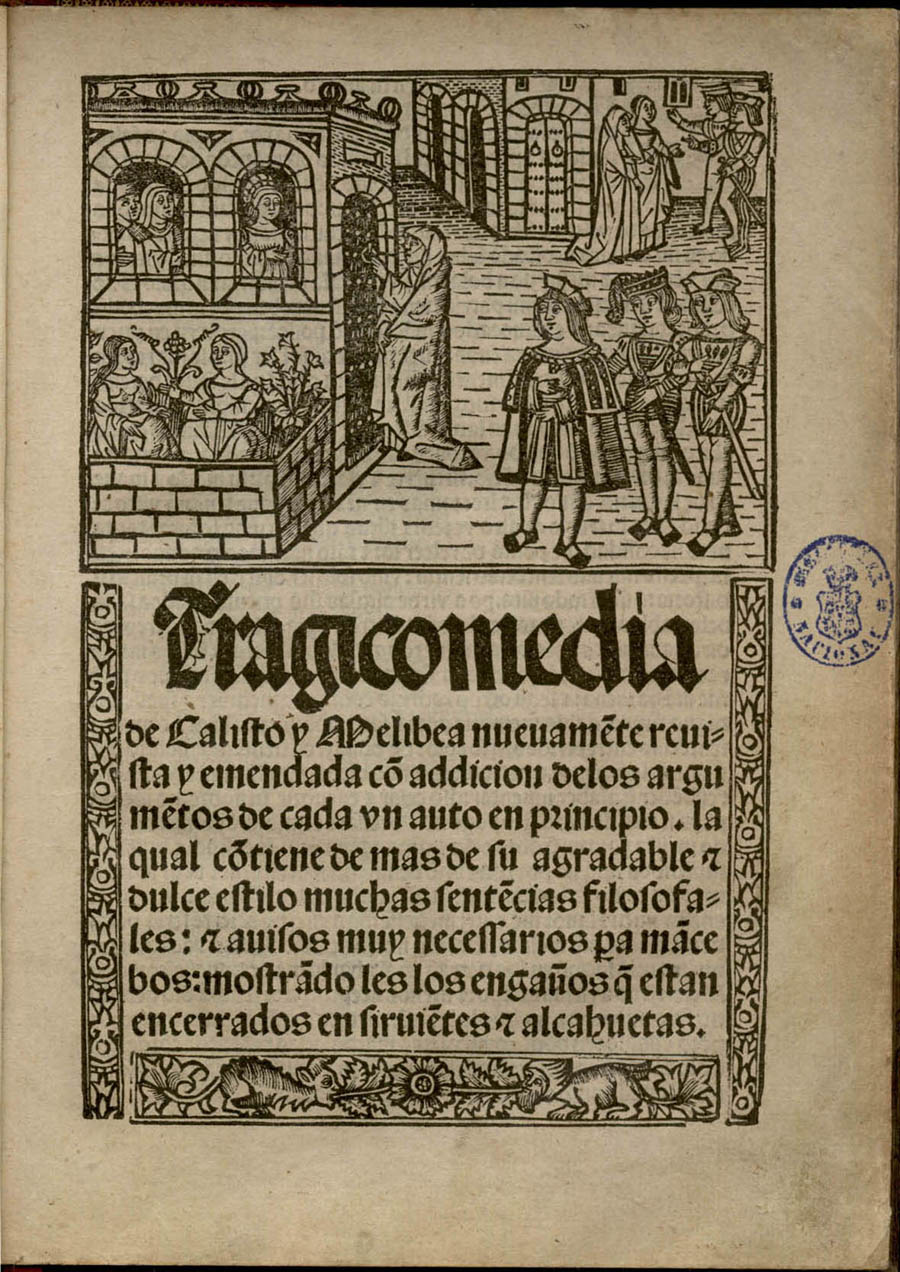
La Celestina, frontespizio dall'edizione di Valencia del 1514

- Celestina: è una figura di basso livello sociale che pensa solo al proprio profitto personale. Si serve di tutti coloro che possano tornarle utili per i suoi fini senza soffermarsi troppo sulle conseguenze che potrebbero derivarne, infatti sarà proprio la sua poca lungimiranza che la ucciderà.
- Calisto: giovane nobile, rappresenta la parodia dell'eroe cavalleresco, presentandone le caratteristiche ma non le qualità. È il desiderio carnale che fa funzionare il suo amore e non il sentimento amoroso puro e purificato raggiungibile solo tramite l'amore platonico. Egli rappresenta la figura dell'antireligioso poiché, vedendo la sua amata Melibea come dea, va contro la religione cattolica. Inoltre, l'amore lo rende indifferente per la morte dei suoi servi Parmeno e Sempronio e della prostituta Celestina, attirando su se stesso l'astio da parte di Elicia e Areusa.
- Melibea: bella e desiderata rappresenta come Calisto la parodia della tipica figura femminile delle opere di cavalleria e di amor cortese. Dopo il rifiuto iniziale, infatti, non impiega molto tempo a lasciarsi travolgere dal desiderio fisico e dalla passione verso Calisto, perdendo ogni pudore e la sua verginità. Incarna la figura della peccatrice, che inganna la sua famiglia e che si concede, prima del matrimonio e per mezzo di un "amore illegale", al suo amato.
- Sempronio: elemento corrotto, anche lui pur di ottenere un ricavo personale tradisce il proprio padrone affidandolo a Celestina, con la quale ha rapporti di puro interesse.
- Parmeno: antieroe per diverse ragioni. Innanzitutto è figlio di una fattucchiera, quindi appartiene a un basso livello sociale. Non sappiamo niente della sua origine o provenienza. Altro fatto da considerare, è il cambiamento da servo fedele a traditore del suo padrone perché verrà corrotto da Celestina, con la promessa di un appagamento carnale da parte di Areusa (ragazza che lavora per la mezzana), della quale è innamorato.
- Tristan e Sosia: dopo la morte dei servi Sempronio e Parmeno, diventano i nuovi servi di Calisto. Non si hanno molti riferimenti alla loro vita passata o presente durante la vicenda, ma sappiamo che Sosia viene ingannato da Areusa, che usa la sua sensualità e la sua bellezza per estorcergli la verità sugli incontri di Calisto e Melibea.

## Critica
La linea che collega gli amanti non è più retta, come nei romanzi cortesi, ma tortuosa e spezzata. Molti altri personaggi entrano in gioco nel corteggiamento, anche di bassa estrazione sociale. Tutti si muovono su uno sfondo urbano e vorticoso.
La fine tragica dell'opera simboleggia la fine dell'universo medievale e l'inizio di un nuovo mondo eterodosso. La società descritta è dominata dall'idea dell'onnipotenza del denaro e viene messa in contrasto con il mondo cavalleresco, dove non conta il denaro ma l'onore e la stirpe. I personaggi sanno che, con le monete d'oro, possono avere quello che vogliono, anche l'amore. La mezzana Celestina è la rappresentanza terrena del denaro, un'entità che tutto può, dietro adeguato compenso.